# Gloria Julia King
Gloria Julia King est une footballeuse puis femme politique vanuataise.

## Biographie
Un temps joueuse pour l'équipe du Vanuatu féminine de football, elle est co-gérante d'une entreprise de vente de kava.
Elle est la chef de mission de la délégation vanuataise aux Jeux du Commonwealth de 2022 à Birmingham,. Elle se présente comme candidate de l'Union des partis modérés aux élections législatives anticipées d'octobre 2022 et est élue députée au Parlement de Vanuatu pour la circonscription rurale d'Éfaté,,. Elle est alors la première femme au parlement national depuis Eta Rory, députée durant la législature 2008-2012. Issue d'un milieu « très traditionnel », Gloria King appelle les femmes vanuataises à « dépasser la stigmatisation de la tradition et de la culture » pour entrer en politique. 